# Warrenpoint
Warrenpoint (irl. an Phointe) – miasto w Wielkiej Brytanii (Irlandia Północna; w hrabstwo Down). Według danych ze spisu ludności w 2011 roku liczyło 8721 mieszkańców.